# Georg Martin Hildebrandt
Georg Martin Hildebrandt (* 5. Februar 1811 in Mannheim; † 19. März 1877 in Karlsruhe; katholisch) war ein badischer Jurist und Politiker.

## Leben
Hildebrandt entstammte der Familie eines Rheinbrückengeldhebers in Mannheim und besuchte von 1823 bis 1829 das dortige Gymnasium. Danach studierte er von 1829 bis 1833 Rechtswissenschaften an der Universität Heidelberg. 1834 trat er als Rechtspraktikant in seiner Vaterstadt in den badischen Staatsdienst. 1836 erhielt Hildebrandt das Schriftverfassungsrecht und wurde Advokat in Gerlachsheim. 1840 wechselte er als Hofgerichtssekretär nach Rastatt und wurde dort 1845 Hofgerichtsassessor sowie 1847 Hofgerichtsrat und kam mit der Verlegung des Hofgerichts nach Bruchsal. 1864 wurde Hildebrandt Kreis- und Hofgerichtsdirektor in Freiburg und 1869 Kreis- und Hofgerichtspräsident in Karlsruhe.  
Von 1847 bis 1852 gehörte Hildebrandt für den Amtswahlkreis 40 (Tauberbischofsheim und Gerlachsheim) der Zweiten Kammer der Badischen Ständeversammlung an. Von 1859 bis 1870 besaß er ein Abgeordnetenmandat für den Amtswahlkreis 29 (Bruchsal).  Seiner politischen Orientierung nach zählte Hildebrandt zu den gemäßigten Oppositionellen. Seine politische Heimat fand er schließlich in der Nationalliberalen Partei. Von 1861 bis 1870 war Hildebrandt Präsident der Zweiten Kammer. 1873 wurde Hildebrandt zum außerordentlichen Mitglied des Staatsministeriums ernannt und gehörte als vom Großherzog ernanntes Mitglied von 1873 bis 1876 der Ersten Kammer der Badischen Ständeversammlung an. 

## Familie
Hildebrandt war verheiratet. Sein Schwiegersohn Karl Josef Martin war 1873/74 ebenfalls Abgeordneter der Zweiten Kammer des Badischen Landtags.

## Ehrungen
- 1862 Ritterkreuz des Ordens vom Zähringer Löwen
- 1869 Kommandeurskreuz zweiter Klasse des Ordens vom Zähringer Löwen